# Julian Bashir
Julian Subatoi Bashir je fiktivní postava v televizním sci-fi seriálu Star Trek: Stanice Deep Space Nine.
Doktor Bashir je důstojník Hvězdné flotily s hodností poručíka. Slouží jako hlavní zdravotnický důstojník na stanici Deep Space Nine.